# Weißer Lotus

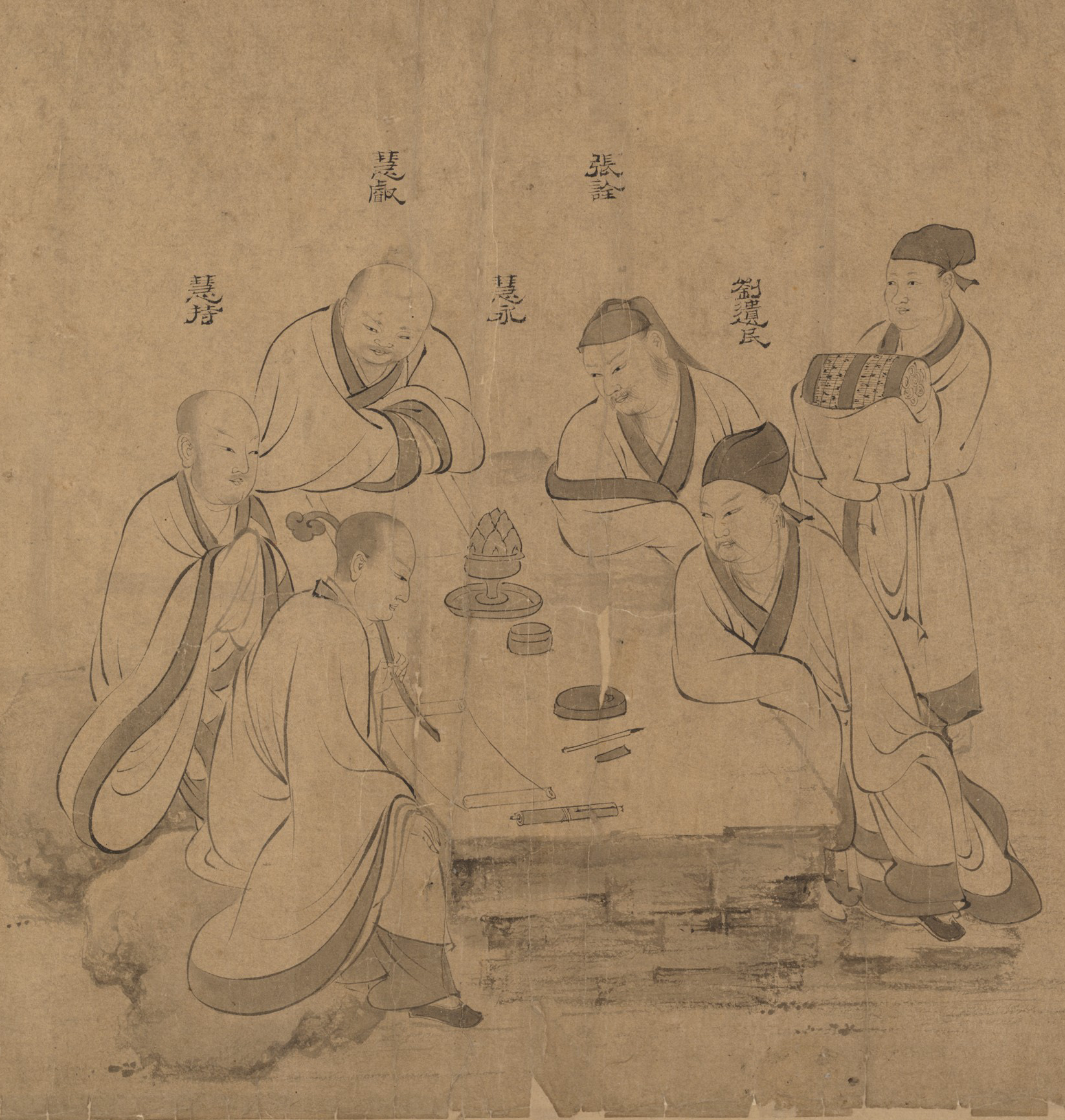
Historische Darstellung von Mitgliedern des Weißen Lotus

Der Weiße Lotus (chinesisch 白蓮教, Pinyin Báiliánjiào) war eine Bewegung, die um 1133 unter der südlichen Song-Dynastie von Mao Ziyuan aus Suzhou gegründet wurde.

## Weltanschauliche Grundlagen
Sie beruht auf einer buddhistisch-daoistischen, mit manichäischen Elementen durchsetzten Weltanschauung und rekrutierte sich vor allem aus den Reihen armer, ausgebeuteter Bauern, aber auch aus Angehörigen anderer unterprivilegierter Stände wie Fuhrleuten, Treidlern, Kleinhändlern. Die Sektenanhänger lebten streng vegetarisch und weigerten sich, Steuern zu zahlen oder Frondienst zu leisten. Irdische Katastrophen wie Hungersnöte oder Überschwemmungen deutete man als Vorzeichen für die messianische Ankunft des von der Sekte in besonderem Maße verehrten Buddha Maitreya.

## 14. Jahrhundert
Gegen Mitte des 14. Jahrhunderts gingen aus der Sekte die „Rebellen der Roten Turbane“ hervor, die sich den Kampf gegen die reichen Grundherren, insbesondere aber auch gegen die Fremdherrschaft der mongolischen Yuan-Dynastie auf die Fahnen schrieb. Es handelte sich um eine Ansammlung lose organisierter und untereinander zerstrittener Banden, die raubend, mordend und plündernd durchs Land zog. Den Rebellen schloss sich irgendwann der verarmte, verwaiste Bauernsohn Zhu Yuanzhang an, der bald in der Bewegung eine führende Stellung erlangen und 1368 als Kaiser Hongwu die Ming-Dynastie gründen sollte.
Die nächsten vierhundert Jahre wurde es still um den Weißen Lotus. Unter dem straffen Regiment der Kaiser der Ming- und frühen Qing-Dynastie zog sich die Sekte weitgehend in den Untergrund zurück.

## 18./19. Jahrhundert
Gegen Ende der Regierungsperiode des Qing-Kaisers Qianlong verschärfte sich die Situation der chinesischen Bauern durch den Mangel an Anbauflächen, einen Anstieg der Abgabenlast, die Entwertung des Kupfergeldes im Verhältnis zum Silber, die zunehmende Landkonzentration in den Händen weniger Großgrundbesitzer und den damit verbundenen Abstieg der Kleinbauern zu Landarbeitern. In der Folge kam es zu mehreren sich auf das Gedankengut des Weißen Lotus berufenden Bauernaufständen, etwa den Wang-Lun-Aufstand 1774. Die Bewegung konnte von der herrschenden Qing-Dynastie erst 1803 unterdrückt werden.
Bereits 1811 brachen jedoch erneute Unruhen aus, die insbesondere von dem Lotus-Ableger „Sekte des Himmelsgesetzes“ (chin. Tianlijiao) gesteuert, aber auch von mit der Sparpolitik des neuen Kaisers Jiaqing unzufriedenen Hofbeamten heimlich unterstützt wurden. 1813 drang man sogar im Zuge eines Komplotts in den Pekinger Kaiserpalast ein und hätte beinahe den Himmelssohn ermordet, wenn dieser nicht im letzten Augenblick von seinem Sohn Daoguang gerettet worden wäre.
Auch die zahlreichen nachfolgenden Aufstände, die China während des 19. Jahrhunderts erschüttern sollten, waren – in unterschiedlichem Maße – vom Gedankengut des Weißen Lotus beeinflusst. Exemplarisch zu nennen wären die 1851 ausgebrochenen Unruhen in Shandong, Henan, Anhui und Jiangsu sowie nicht zuletzt der Boxeraufstand 1900.

## Rezeption
Der Aufstand des Wang Lun wird in dem 1916 erschienenen historischen Roman Die drei Sprünge des Wang-lun von Alfred Döblin verarbeitet.
In der Serie Avatar – Der Herr der Elemente kommt eine Geheimorganisation namens „Orden des Weißen Lotus“ vor.